# Giuseppe Gueli
Giuseppe Gueli (Ribera, 1887 – Taormina, maggio 1951) è stato un poliziotto e funzionario italiano.
Diresse l'Ispettorato generale di Pubblica Sicurezza in Sicilia e, durante il secondo conflitto mondiale, l'Ispettorato Speciale di Pubblica Sicurezza per la Venezia Giulia.

## Biografia
Nato a Ribera, in provincia di Agrigento, entrò nel 1909 nel  Corpo della regia guardia per la pubblica sicurezza e destinato in Sicilia, dove tra il 1915 e il 1917 fu alle dipendenze dell'allora questore Cesare Mori nelle Squadriglie contro il brigantaggio e promosso Commissario di PS. Stimato da Mori, che promosso prefetto, lo portò nel 1917 a Torino e poi nel 1921 a Bologna.
Ritornato in Sicilia, dal 1922 al 1926 fu a Caltanissetta, dove per due anni fu reggente della questura. Quell'anno, ancora alle dipendenze di Mori nominato prefetto di Palermo, insieme al collega Francesco Spanò, condusse l'operazione antimafia conosciuta come l'assedio delle Madonie. Fu però improvvisamente trasferito, dopo una ispezione, a Parma e nel 1927 a Bolzano, a dirigere una sezione della polizia di frontiera. Lì seppe collaborare, a differenza di altre provincie, con la Milizia Confinaria e venne promosso vice questore.

### All'Ispettorato di PS in Sicilia
Nominato questore nel 1933, in settembre fu inviato a dirigere il neo costituito Ispettorato interprovinciale di Pubblica sicurezza in Sicilia, composto da guardie di PS e da Carabinieri, per contrastare la criminalità organizzata dell’isola, che dopo il ritiro di Mori nel 1929, aveva ripreso vigore. Utilizzò sui sospetti mafiosi, anche metodi d'interrogatorio e di repressione discutibili. Nel 1938 il reparto divenne Ispettorato generale di P.S. e Gueli promosso ispettore generale. Per la sua esperienza, sempre nel 1938, fu temporaneamente inviato a Milano per il rastrellamento della banda Bedin, un gruppo criminale attivo tra Lombardia e Veneto. Lasciata la Sicilia nell'estate 1939, fu inviato in Albania come consigliere permanente presso il Corpo armato di Polizia.
Scoppiata la seconda guerra mondiale, nel settembre 1940, entrato in contrasto con la Luogotenenza generale del Re in Albania, fu posto dal capo della polizia Bocchini, a disposizione.
Ma nell'aprile 1942, quando venne istituito l’Ispettorato generale di Pubblica Sicurezza per la Venezia Giulia, con sede a Trieste, il cui compito principale era quello di contrastare le forze antifasciste, con particolare riguardo per quelle partigiane slovene e croate, fu inviato a dirigerlo. Lì utilizzò le tecniche repressive già sperimentate in Sicilia.

### La custodia di Mussolini
(Giuseppe Gueli, Ispettore Generale di P.S.)

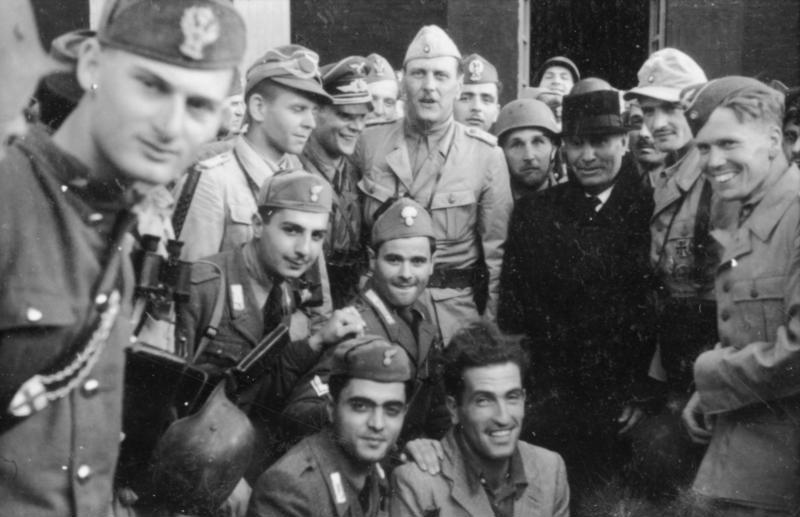
Mussolini a Campo Imperatore con Skorzeny, insieme a paracadutisti tedeschi e poliziotti e carabinieri italiani.

Dopo il 25 luglio 1943, il nuovo capo del Governo il maresciallo Pietro Badoglio, convocò l'ispettore generale Gueli, a cui affidò la custodia di Mussolini e di individuare un luogo sicuro per la sua permanenza, e fu scelto Campo Imperatore, sul Gran Sasso. Quando il 12 settembre 1943 con l'operazione Quercia fu liberato l'ex Duce, non fu sparato un colpo né dai poliziotti di Gueli, né dai carabinieri.

### Nella RSI
Gueli rimase in custodia dei nazisti a Vienna per qualche settimana, poi aderì alla RSI e fu rimandato a capo del ricostituito Ispettorato Speciale di P.S. per la Venezia Giulia, ma alle dipendenze di fatto delle SS. In quei mesi all'Ispettorato alcuni poliziotti come Sigfrido Mazzuccato, Gaetano Collotti e Lucio Ribaudo si macchiarono di gravi crimini contro ebrei e partigiani.

### Dopoguerra
Nel dopoguerra furono istituiti processi a carico di alcuni membri dell'Ispettorato, fra i quali Giuseppe Gueli. Con sentenza della Corte di assise straordinaria del 25 febbraio 1947 fu condannato, per il solo reato di collaborazionismo con i tedeschi, a otto anni di reclusione, nell'aprile 1948 divenuta definitiva, a otto anni e undici mesi di reclusione per collaborazionismo, violenza privata e lesioni. La sentenza fu dichiarata estinta perché tra quelle previste per l'amnistia Togliatti del 1946.
Gueli, che era stato collocato a riposo dalla polizia subito dopo la Liberazione, chiese di essere riassunto in servizio, e ricorse per questo motivo al Consiglio di Stato, ma morì a Taormina nel 1951, prima dell'esito.